# Izaro Automóviles

Logo der Izaro Motors

Izaro Automóviles S.L. ist ein spanisches Unternehmen mit Sitz in Alcañiz, das 2010 eine Automobilstudie präsentierte. Dieses Projekt nahm ausdrücklich Bezug auf Automóviles Izaro, das dem Großvater des neuen Unternehmenseigentümers gehörte. Ebenso wird Bezug auf die Insel Izaro genommen.

## Geschichte
Unternehmen und Marke firmierten zunächst unter Izaro Motors. Die einzige Studie, deren Entwicklung bereits 2006 begonnen haben soll, entstand in Zusammenarbeit mit Factory Five und American Specialty Cars.
Der Izaro GT-E sollte in Konkurrenz zum Tesla Roadster stehen. Bei der Karosserie gab das Unternehmen die Werkstoffe Aluminium, Magnesium und kohlenstofffaserverstärkter Kunststoff an, die ein Leergewicht von exakt 1000 Kilogramm ermöglichen sollten.
Der mögliche Preis wurde mit 60.000 € angegeben.
Es waren zwei Modellversionen geplant: eine reine Elektroversion mit 365 kW und einer Reichweite von 250 Kilometern sowie eine Hybridausführung mit 305 kW und einer Reichweite von 690 Kilometern. Den Spurt auf 100 km/h sollte der Sportwagen in 4 Sekunden absolvieren.
Die erste Vorstellung des Projekts erfolgte im August 2010. Das erste Fahrzeug sollte im September präsentiert werden.
Im Spätherbst war das Unternehmen auf mehreren Veranstaltungen präsent. Anfang 2011 wurde das Unternehmen von Izaro Motors in Izaro Automóviles umbenannt.
Seit Februar 2011 sind zu diesem Projekt keine weiteren Informationen mehr veröffentlicht worden.